# 尖头叶藜
尖头叶藜（学名：Chenopodium acuminatum）是苋科藜属的植物。分布在蒙古、朝鲜、中亚、西伯利亚、日本以及中国大陆的河北、陕西、吉林、山东、青海、辽宁、内蒙古、河南、新疆、浙江、黑龙江、宁夏、甘肃、山西等地，生长于海拔50米至2,900米的地区，一般生于河岸、荒地以及田边，目前尚未由人工引种栽培。

## 别名
绿珠藜（东北草本植物志）

## 异名
- Chenopodium acuminatum Willd. ssp. virgatum (Thunb.) Kitam.
- Chenopodium virgatum Thunb.